# Список наград и номинаций Уолта Диснея на премию «Оскар»

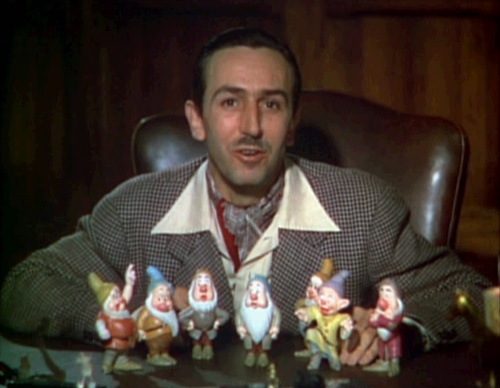
Уолт Дисней с миниатюрными фигурами семи гномов

За свою карьеру американский художник-мультипликатор, кинопродюсер и основатель компании «The Walt Disney Company» Уолт Дисней (1901—1966) получил в общей сложности двадцать шесть наград премии «Оскар», включая 22 награды из 59 официальных и одной неофициальной номинации и специальную премию имени Ирвинга Тальберга. По сей день Диснею принадлежит рекорд персоны, получившей наибольшее количество наград и наибольшее количество номинаций в истории премии «Оскар».
Дисней получил свой первый «Оскар» («Лучший короткометражный фильм (мультипликация)» за «Цветы и деревья») и Специальную награду Академии за выдающиеся заслуги в кинематографе (за создание персонажа Микки Маус) на 5-й церемонии вручения премии в 1932 году. На последующих шести церемониях награждения (6-я—12-я) работы Диснея, в числе которых «Три поросёнка», «Черепаха и Заяц», «Три котёнка-беспризорника», «Деревенский кузен», «Старая мельница», «Бык Фердинанд» и «Гадкий утёнок», победили в категории «Лучший короткометражный фильм (мультипликация)».

Впоследствии Дисней получил ещё три Специальные награды от Академии: одну в 1939 году и две в 1942 году. На 26-й церемонии вручения премии «Оскар» (1954) работы Диснея победили во всех категориях, в которых были заявлены: «Лучший короткометражный фильм (мультипликация)», «Лучший короткометражный фильм, снятый на две катушки», «Лучший документальный полнометражный фильм» и «Лучший документальный короткометражный фильм». Свою последнюю награду от Академии продюсер получил посмертно, в 1969 году за мультфильм «Винни-Пух и день забот». 

## «Оскар» на конкурсной основе
Все награды и номинации премии «Оскар» Дисней получил в качестве продюсера.

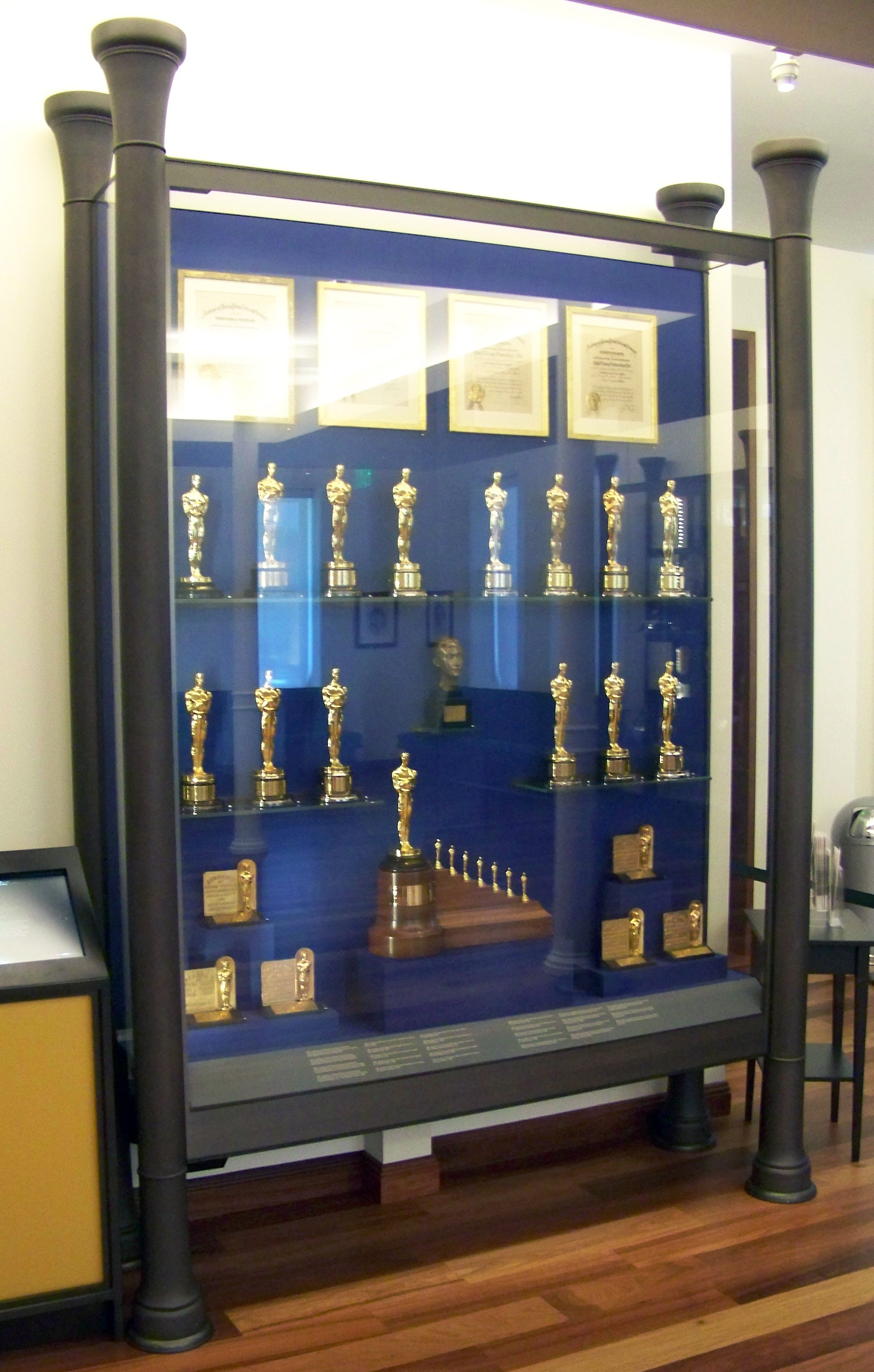
Стенд со многими из полученных Диснеем статуэток премии «Оскар» в вестибюле Музея Уолта Диснея в Сан-Франциско. Специальная премия от Академии за мультфильм «Белоснежка и семь гномов» (1937) расположена в самом низу стенда

| Год         | Категория                                            | Игровой/документальный фильм     | Результат                    | И.            |
| ----------- | ---------------------------------------------------- | -------------------------------- | ---------------------------- | ------------- |
| 1932 (5-я)  | Лучший короткометражный фильм (мультипликация)       | «Цветы и деревья»                | Победа                       | [ 3 ] [ 16 ]  |
| 1932 (5-я)  | Лучший короткометражный фильм (мультипликация)       | «Микки Маус и сироты»            | Номинация                    | [ 3 ]         |
| 1934 (6-я)  | Лучший короткометражный фильм (мультипликация)       | «Три поросёнка»                  | Победа                       | [ 4 ]         |
| 1934 (6-я)  | Лучший короткометражный фильм (мультипликация)       | «Микки Маус на стройке»          | Номинация                    | [ 4 ]         |
| 1935 (7-я)  | Лучший короткометражный фильм (мультипликация)       | «Черепаха и Заяц»                | Победа                       | [ 5 ]         |
| 1936 (8-я)  | Лучший короткометражный фильм (мультипликация)       | «Три котёнка-беспризорника»      | Победа                       | [ 6 ]         |
| 1936 (8-я)  | Лучший короткометражный фильм (мультипликация)       | «Кто убил петуха Робина?»        | Номинация                    | [ 6 ]         |
| 1937 (9-я)  | Лучший короткометражный фильм (мультипликация)       | «Деревенский кузен»              | Победа                       | [ 7 ]         |
| 1938 (10-я) | Лучший короткометражный фильм (мультипликация)       | «Старая мельница»                | Победа                       | [ 8 ]         |
| 1939 (11-я) | Лучший короткометражный фильм (мультипликация)       | «Бык Фердинанд»                  | Победа                       | [ 9 ]         |
| 1939 (11-я) | Лучший короткометражный фильм (мультипликация)       | «Маленький храбрый портняжка»    | Номинация                    | [ 9 ]         |
| 1939 (11-я) | Лучший короткометражный фильм (мультипликация)       | «Хорошие бойскауты»              | Номинация                    | [ 9 ]         |
| 1939 (11-я) | Лучший короткометражный фильм (мультипликация)       | «Матушка Гусыня едет в Голливуд» | Номинация                    | [ 9 ]         |
| 1940 (12-я) | Лучший короткометражный фильм (мультипликация)       | «Гадкий утёнок»                  | Победа                       | [ 10 ]        |
| 1940 (12-я) | Лучший короткометражный фильм (мультипликация)       | «Указатель»                      | Номинация                    | [ 10 ]        |
| 1942 (14-я) | Лучший короткометражный фильм (мультипликация)       | «Лапа помощи»                    | Победа                       | [ 11 ]        |
| 1942 (14-я) | Лучший короткометражный фильм (мультипликация)       | «Угроза прогульщиков»            | Номинация                    | [ 11 ]        |
| 1943 (15-я) | Лучший короткометражный фильм (мультипликация)       | «Лицо Фюрера»                    | Победа                       | [ 17 ]        |
| 1943 (15-я) | Лучший документальный фильм                          | «Зерно, построившее полушарие»   | Номинация                    | [ 17 ]        |
| 1943 (15-я) | Лучший документальный короткометражный фильм         | «Боевой дух»                     | Номинация                    | [ 17 ]        |
| 1944 (16-я) | Лучший документальный короткометражный фильм         | «Вода: друг или недруг»          | Номинация (неофициальная)    | [ 19 ]        |
| 1944 (16-я) | Лучший короткометражный фильм (мультипликация)       | «Благоразумие и эмоция»          | Номинация                    | [ 19 ]        |
| 1945 (17-я) | Лучший короткометражный фильм (мультипликация)       | «Как играть в футбол»            | Номинация                    | [ 20 ]        |
| 1946 (18-я) | Лучший короткометражный фильм (мультипликация)       | «Преступление Дональда»          | Номинация                    | [ 21 ]        |
| 1947 (19-я) | Лучший короткометражный фильм (мультипликация)       | «Давность владения»              | Номинация                    | [ 22 ]        |
| 1948 (20-я) | Лучший короткометражный фильм (мультипликация)       | «Чип и Дейл»                     | Номинация                    | [ 23 ]        |
| 1948 (20-я) | Лучший короткометражный фильм (мультипликация)       | «Блюзовая нота Плуто»            | Номинация                    | [ 23 ]        |
| 1949 (21-я) | Лучший короткометражный фильм, снятый на две катушки | «Остров тюленей»                 | Победа                       | [ 13 ] [ 24 ] |
| 1949 (21-я) | Лучший короткометражный фильм (мультипликация)       | «Микки и тюлень»                 | Номинация                    | [ 24 ]        |
| 1949 (21-я) | Лучший короткометражный фильм (мультипликация)       | «Чай на двести персон»           | Номинация                    | [ 24 ]        |
| 1950 (22-я) | Лучший короткометражный фильм (мультипликация)       | «Мастер по игрушкам»             | Номинация                    | [ 25 ]        |
| 1951 (23-я) | Лучший короткометражный фильм, снятый на две катушки | «В Долине Бивер»                 | Победа                       | [ 26 ]        |
| 1952 (24-я) | Лучший короткометражный фильм, снятый на две катушки | «Пол-акра природы»               | Победа                       | [ 27 ]        |
| 1952 (24-я) | Лучший короткометражный фильм (мультипликация)       | «Ламберт, застенчивый лев»       | Номинация                    | [ 27 ]        |
| 1953 (25-я) | Лучший короткометражный фильм, снятый на две катушки | «Водоплавающие птицы»            | Победа                       | [ 28 ]        |
| 1954 (26-я) | Лучший документальный полнометражный фильм           | «Живая пустыня»                  | Победа                       | [ 12 ] [ 13 ] |
| 1954 (26-я) | Лучший документальный короткометражный фильм         | «Аляскинский эскимос»            | Победа                       | [ 12 ] [ 13 ] |
| 1954 (26-я) | Лучший короткометражный фильм (мультипликация)       | «Гудение, свист, звон и гул»     | Победа                       | [ 12 ] [ 13 ] |
| 1954 (26-я) | Лучший короткометражный фильм (мультипликация)       | «Суровый медведь»                | Номинация                    | [ 12 ] [ 13 ] |
| 1954 (26-я) | Лучший короткометражный фильм, снятый на две катушки | «Там, где водятся медведи»       | Победа                       | [ 12 ] [ 13 ] |
| 1954 (26-я) | Лучший короткометражный фильм, снятый на две катушки | «Бен и я»                        | Номинация                    | [ 12 ] [ 13 ] |
| 1955 (27-я) | Лучший документальный полнометражный фильм           | «Исчезающая прерия»              | Победа                       | [ 29 ]        |
| 1955 (27-я) | Лучший короткометражный фильм (мультипликация)       | «Свинья — это свинья»            | Номинация                    | [ 29 ]        |
| 1955 (27-я) | Лучший короткометражный фильм, снятый на две катушки | «Сиам»                           | Номинация                    | [ 29 ]        |
| 1956 (28-я) | Лучший документальный короткометражный фильм         | «Люди против Арктики»            | Победа                       | [ 30 ]        |
| 1956 (28-я) | Лучший короткометражный фильм (мультипликация)       | «Охота запрещена»                | Номинация                    | [ 30 ]        |
| 1956 (28-я) | Лучший короткометражный фильм, снятый на две катушки | «Швейцария»                      | Номинация                    | [ 30 ]        |
| 1957 (29-я) | Лучший короткометражный фильм, снятый на две катушки | «Самоа»                          | Номинация                    | [ 31 ]        |
| 1958 (30-я) | Лучший короткометражный фильм (мультипликация)       | «Правда о Матушке Гусыне»        | Номинация                    | [ 32 ]        |
| 1959 (31-я) | Лучший игровой короткометражный фильм                | «Гранд-Каньон»                   | Победа                       | [ 33 ]        |
| 1959 (31-я) | Лучший короткометражный фильм (мультипликация)       | «Пол Баньян»                     | Номинация                    | [ 33 ]        |
| 1960 (32-я) | Лучший документальный короткометражный фильм         | «Дональд в „Матемагии“»          | Номинация                    | [ 34 ]        |
| 1960 (32-я) | Лучший короткометражный фильм (мультипликация)       | «Ноев ковчег»                    | Номинация                    | [ 34 ]        |
| 1960 (32-я) | Лучший игровой короткометражный фильм                | «Загадки глубины»                | Номинация                    | [ 34 ]        |
| 1961 (33-я) | Лучший короткометражный фильм (мультипликация)       | «Голиаф 2»                       | Номинация                    | [ 35 ]        |
| 1961 (33-я) | Лучший игровой короткометражный фильм                | «Острова моря»                   | Номинация                    | [ 35 ]        |
| 1962 (34-я) | Лучший короткометражный фильм (мультипликация)       | «Аквамания»                      | Номинация                    | [ 36 ]        |
| 1963 (35-я) | Лучший короткометражный фильм (мультипликация)       | «Симпозиум популярных песен»     | Номинация                    | [ 37 ]        |
| 1965 (37-я) | Лучший фильм                                         | «Мэри Поппинс»                   | Номинация                    | [ 13 ] [ 38 ] |
| 1969 (41-я) | Лучший короткометражный фильм (мультипликация)       | «Винни-Пух и день забот»         | Победа (награждён посмертно) | [ 14 ]        |

## Специальные награды премии «Оскар»
| Год         | Получатель/наименование премии | Тип награды                                                                           | И.            |
| ----------- | --- | ------------------------------------------------------------------------------------- | ------------- |
| 1932 (5-я)  | Уолту Диснею за создание персонажа Микки Маус. | Статуэтка «Оскар».                                                                    | [ 3 ] [ 13 ]  |
| 1939 (11-я) | Уолту Диснею за мультфильм «Белоснежка и семь гномов»: За выдающееся новаторство в области кино, очаровавшее миллионы зрителей и положившее начало новому, великому направлению в мультипликации. Оригинальный текст (англ.)To Walt Disney for Snow White and the Seven Dwarfs, recognized as a significant screen innovation which has charmed millions and pioneered a great new entertainment field for the motion picture cartoon. | Одна статуэтка «Оскар» обычного размера и семь статуэток-копий в уменьшенном размере. | [ 9 ] [ 39 ]  |
| 1942 (14-я) | Уолту Диснею, Уильяму Гарити, Джону Н. А. Хокинсу и RCA Manufacturing Company: За выдающийся вклад в продвижение использования звука в кинофильмах посредством мультфильма «Фантазия». Оригинальный текст (англ.)To Walt Disney, William Garity, John N. A. Hawkins and the RCA Manufacturing Company for their outstanding contribution to the advancement of the use of sound in motion pictures through the production of Fantasia. | Почётная грамота.                                                                     | [ 11 ] [ 39 ] |
| 1942 (14-я) | Награда имени Ирвинга Тальберга, вручаемая Академией кинематографических искусств и наук. | Премия Тальберга.                                                                     | [ 11 ] [ 40 ] |